# Siemens Mobile

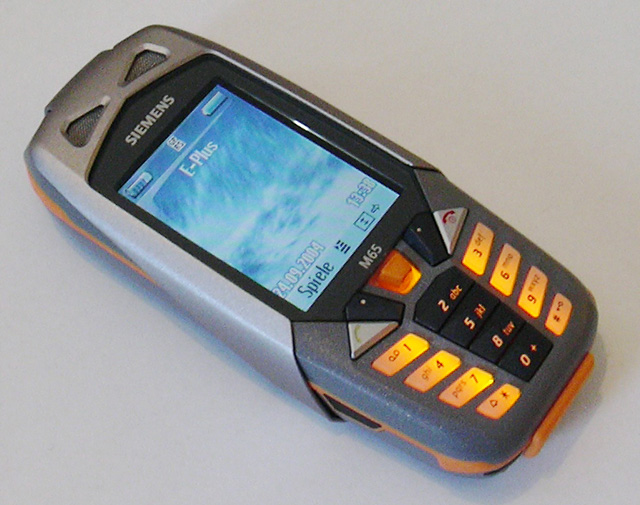
Siemens M65.

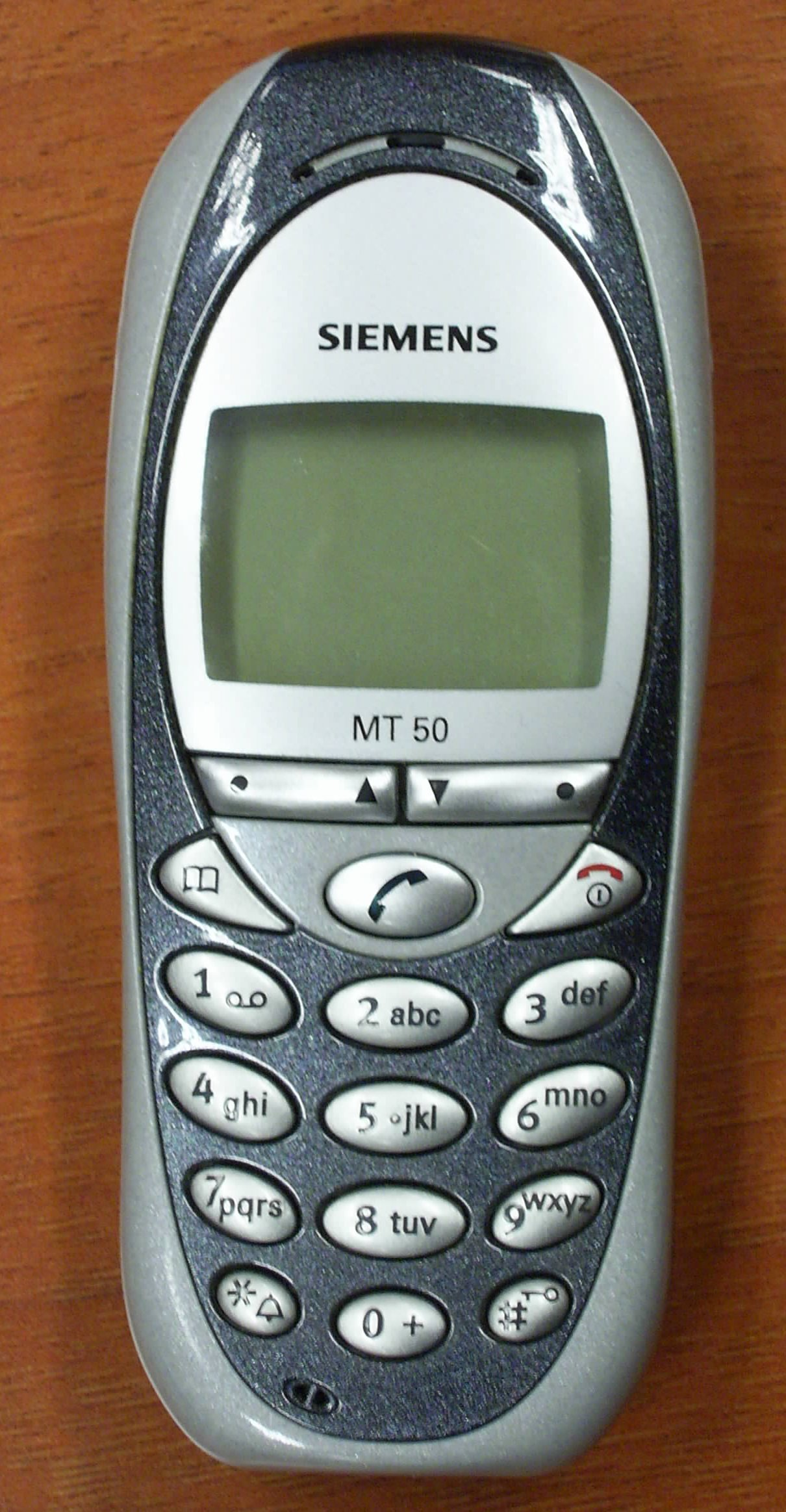
Siemens MT50.

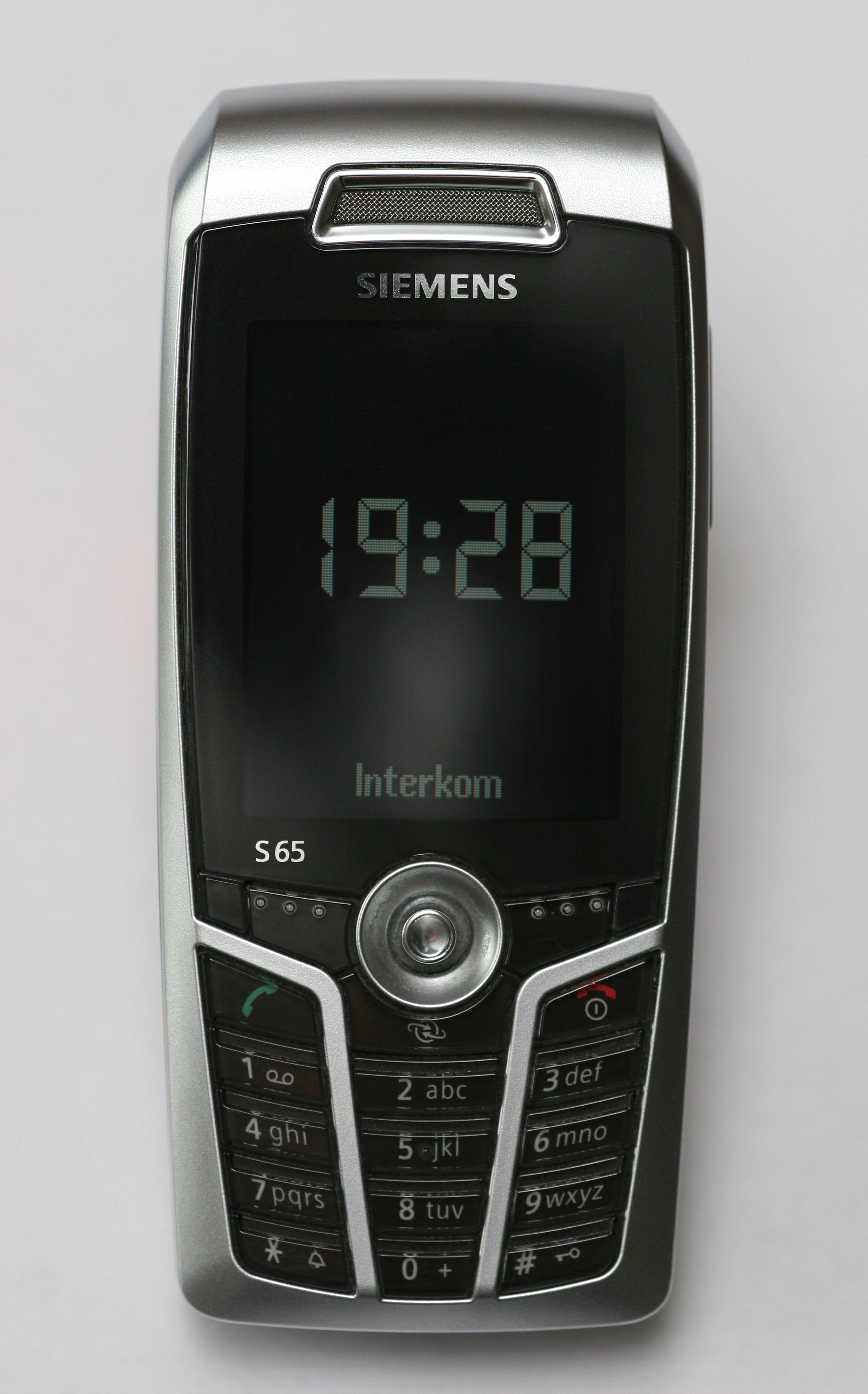
Siemens S65.

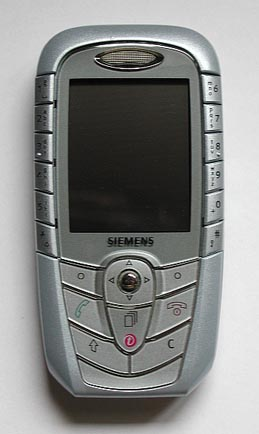
Siemens SX1.

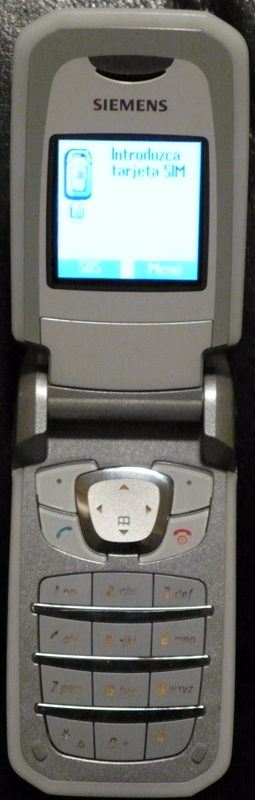
Siemens CF62.

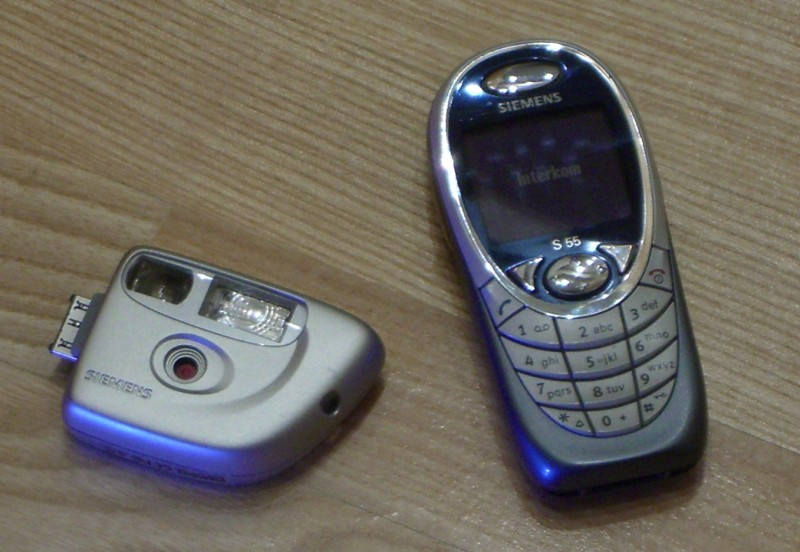
Siemens S55

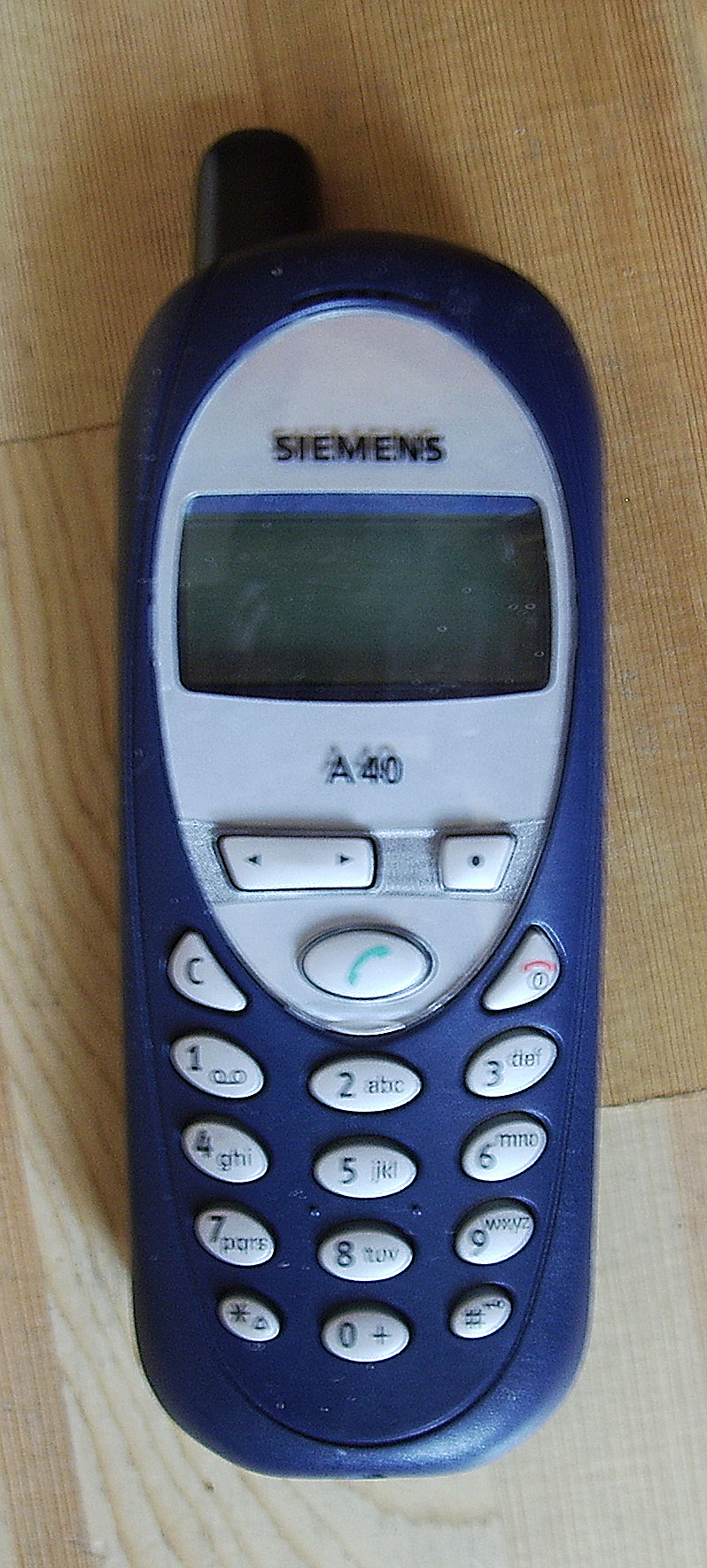
Siemens A40

Siemens Mobile es el nombre de la división de telefonía móvil de la multinacional tecnológica alemana Siemens. Cuenta con dos plantas de fabricación, en Manaus (Brasil) y Kamp-Lintfort (Alemania). Pese a haber sido una de las compañías pioneras que lanzó prestaciones hoy habituales (pantallas en color, reproductores MP3, tarjetas de memoria...), su situación económica en 2005 no era buena, teniendo pérdidas millonarias (19 millones de pérdidas contra 146 de ganancias el año anterior).
En 2005 la compañía BenQ, con base en Taiwán, compra a Siemens su división de telefonía móvil, junto con el derecho a usar la marca Siemens durante 5 años. BenQ ya fabricaba móviles para terceros (el 60% de su facturación proviene de ahí), y la compañía resultante se convierte en la cuarta fabricante de móviles del mundo. En el acuerdo se incluyen las redes comerciales y las dos plantas de fabricación, con el compromiso de mantenerlas por al menos tres años. Siemens aporta 250 millones de euros como provisión de fondos para soportar el negocio y entra en el capital de BenQ con la compra de 50 millones de euros en nuevas acciones.
En diciembre de 2006 Benq declaró su división alemana dedicada a producir teléfonos móviles, BenQ-Siemens en bancarrota, por producirle pérdidas de dinero inaceptables. En Benq han declarado que a partir de este momento habrá una suspensión de pagos de Benq hacia Siemens, lo que deja la división Siemens Mobile con un futuro incierto.

## Historia
En 1985, Siemens comenzó a vender su primer teléfono móvil, el Siemens C1. En 1994 comienza la venta del Siemens S1, su primer teléfono GSM. Tres años más tarde (1997), Siemens lanza el Siemens S10, el primer teléfono móvil con pantalla en color en el mundo, con tres colores diferentes (rojo, verde y azul) que poder mostrar, pero el único contra es la pantalla, que está retroiluminada en verde. Así que en 1998, se lanzó el Siemens S10 Active, que tenía lo mismo que el S10, pero la pantalla está retroiluminada en blanco, y también lanzó en 1997 el Siemens S6. En 1999 Siemens vuelve a ser un pionero, lanza el primer teléfono móvil con teclado deslizante, el Siemens SL10, conocido también como Siemens SL10D, y también se lanzaron en ese mismo año el Siemens S25 y el Siemens C25.
En 2000, Siemens adquirió la división móvil de Robert Bosch GmbH y fue capaz de ganar cuota de mercado de nuevo. En 2000 presenta el primer teléfono móvil con reproductor MP3 interno y tarjeta Multi Media Card el Siemens SL45 (Siemens SL42 y Siemens SL45i en 2001). En 2003 Siemens lanza el Siemens SX1, su primer teléfono móvil con sistema operativo Symbian 1.2
En particular desde el año 2004, la cuota de mercado del negocio de telefonía móvil de Siemens se redujo considerablemente y la división de telefonía móvil entró en números rojos. La causa de esto se podía rastrear principalmente en la ausencia de evolución de los mercados importantes y algunos errores de software importantes en los productos. La cuota de mercado mundial cayó en picado pasado del 8% al 5,5%, pese a que Siemens en ese momento era el quinto mayor fabricante de teléfonos móviles en el mundo.
En 2004, Siemens hizo hincapié en que era importante continuar con el crecimiento del mercado de los teléfonos móviles. Se constituye Siemens Mobile como parte de la división de Comunicaciones de Siemens. El ejecutivo de Siemens Heinrich von Pierer, dijo en enero de 2005 que la división de telefonía móvil no se vende en principio, pero debe ser rehabilitada y alcanza un acuerdo con los trabajadores para, entre otras cosas, trabajar más horas.
Poco después de que Klaus Kleinfeld sea nombrado nuevo consejero delegado de Siemens, se anuncia en junio de 2005, la venta de la división de telefonía móvil a la compañía  taiwanesa BenQ. Siemens Mobile se convierte en BenQ Mobile, filial de BenQ, con sede en Múnich y en Taipéi. En particular por parte de los empleados, ha sido muy criticada la retirada repentina y completa de Siemens del negocio de rápido crecimiento de la telefonía móvil. Incluso Der Spiegel  llamó a la venta un serio revés para la economía alemana. Antes de la transferencia de la filial móvil a BenQ, Siemens invirtió 250 millones de euros y anotó activos por valor de 100 millones de euros. Siemens también adquirió una participación del 2,5% en BenQ  por valor de 50 millones de euros.
El último teléfono que aparecía bajo la marca Siemens fue el Siemens SXG75, primer teléfono móvil con soporte real GPS. Todos los desarrollos futuros se venden bajo el nombre BenQ-Siemens. BenQ se había asegurado previamente los derechos de la marca Siemens por cinco años. Bajo la dirección de BenQ la cuota de mercado volvió a caer un 40%. BenQ sólo permitió continuar a la antigua división móvil alrededor de un año.
BenQ ordena una suspensión de pagos, y el 29 de septiembre de 2006 declara a BenQ Mobile en quiebra. La producción y las operaciones finalizan el 31 de diciembre de 2006. El 24 de febrero de 2007, el diario Süddeutsche Zeitung, informó de que la oferta del último potencial inversor fue desestimada y que la compañía desaparecería.
Miles de empleos se perdieron, sobre todo en Múnich y en la antigua fábrica en Kamp-Lintfort (Renania del Norte-Westfalia).
Dado que Siemens no había informado adecuadamente a sus empleados sobre la venta de la empresa y los cambios asociados, la empresa ha sido condenada casi cuatro años después por el Bundesarbeitsgericht (Tribunal Federal de Trabajo de Alemania).
Tras del cierre de BenQ Mobile, BenQ continua hasta 2015 fabricando móviles para determinados mercados bajo su propia marca.

## Clasificación
Dependiendo de su nombre los móviles Siemens tiene la siguiente clasificación:
- A Teléfonos de bajo costo con sólo las funciones necesarias, tiene un precio bajo.
- C Teléfonos diseñados para el comprador promedio, están dotados con más funciones que los A, pero de calidad inferior a los modelos más caros.
- E Teléfonos de moda. La excelencia excepcional, el diseño y características excepcionales. (Además del Siemens ME75)
- M Teléfonos deportivos, están protegidos o con carcasa endurecida y el adecuado diseño. Por lo general corresponde a la clase C.
- S Teléfonos de negocios están dotados de un gran número de funciones tienen la calidad adecuada.
- xF Teléfonos cuna
- xL Teléfonos deslizantes. (Excepciones: Siemens SL45, Siemens CL75 )
- xX Teléfonos con características avanzadas.
- xK Teléfonos dotados de un teclado QWERTY completo (Siemens SK65)

Dentro de una clase, los números tienen el siguiente significado:
- El primer dígito (1-9) denota el nivel de funcionalidad del teléfono.
- El segundo dígito indica la generación del teléfono. Los teléfonos son también de primera generación del modelo, que contiene los números 1, 6, 8.

## Reciclado de componentes
Los teléfonos móviles tienen una vida bastante corta, y los hackers a menudo reutilizan sus componentes, en particular las pantallas LCD, pues en la mayoría de los teléfonos Siemens a partir de la serie 65 las pantallas permiten mantener la legibilidad incluso con luz solar brillante. La información de Siemens es bastante difusa y esta es una lista de sus controladores de LCD
- La familia A52-A55 se controla con un PCF8812[19]
- AX72 tiene un LDS183
- Los Siemens CX65, M65, S65 y SK65 tienen una resolución de 132x176 píxels con una profundidad de color de 16 bits basado en 3 chips diferentes:[20][21][22][23]
  - Si el módulo se llama LPH88xxxx el controlador es un Hitachi HD66773
  - Si el módulo se llama LS020xxx usa un dispositivo Sharp
  - El L2F50 se controla con el chip Epson
- Los C65 tienen una resolución de 130x130 píxeles con pantalla LCD de 16 bits controlado por un Philips PCF8833[24]
- El M55 utiliza hm17cm4096 - LM15SGFNZ07

Gracias a los esfuerzos de varios grupos de usuarios de Rusia, los programadores pueden ejecutar programas en formato ELF en la mayoría de los últimos teléfonos Siemens. En este programa el código se ejecuta directamente en el procesador, sin pasar por el sistema operativo, lo que da un rendimiento mucho mejor. Esto añadirá a los teléfonos multitarea, reproductor de MP3 (en los modelos en los que originalmente no estaba), una alternativa ICQ-cliente (no Java) y otras funciones, ampliando la funcionalidad del teléfono. Ahora se puede pasar (si hay suficiente memoria RAM libre) el mayor número de aplicaciones ELF al segundo plano. Sin embargo, para poder ejecutar los ejecutables ELF necesita algún tipo de intervención en el firmware del teléfono (para instalar el parche de ELFPack). Por lo tanto, los teléfonos Siemens y Benq-Siemens en su momento eran los más adaptables dispositivos móviles. En la actualidad, el debate principal y los últimos resultados de desarrollo se encuentran en 
- форуме сайта Siemens-Club.org
- AllSiemens.com
- foro del team-sc.ru.

## Teléfonos móviles Siemens
Todos estos modelos han dejado de tener soporte técnico. Después de la venta a BenQ, Siemens mantuvo durante un tiempo sus páginas de soporte y la venta de accesorios. En la actualidad no hay soporte oficial y BenQ no los ha incorporado en alguna sección de productos obsoletos. Los antiguos dominios de empresa y soporte son hoy explotados insertando publicidad relacionada con telefonía, obteniendo beneficios por Pago por clic. Sólo parcialmente pueden encontrarse en el Internet Archive.
- Siemens A31
- Siemens A35
- Siemens A36
- Siemens A40
- Siemens A50
- Siemens A51
- Siemens A52
- Siemens A53
- Siemens A55
- Siemens A56
- Siemens A56i
- Siemens A57
- Siemens A60
- Siemens A62
- Siemens A65
- Siemens A70
- Siemens A71
- Siemens A75
- Siemens AF51
- Siemens AP75
- Siemens AL21
- Siemens AX72
- Siemens AX75
- Siemens C1
- Siemens C2
- Siemens C3
- Siemens C4
- Siemens C5
- Siemens C10
- Siemens C25
- Siemens C30
- Siemens C35
- Siemens C35i
- Siemens C45
- Siemens C55
- Siemens C56
- Siemens C60
- Siemens C61
- Siemens C62
- Siemens C65
- Siemens C66
- Siemens C70
- Siemens C72
- Siemens C75
- Siemens CC75 (cancelado)
- Siemens CF62
- Siemens CF75
- Siemens CF110
- Siemens CFX65
- Siemens CL50
- Siemens CL55
- Siemens CL75
- Siemens CX65
- Siemens CX70
- Siemens CX70 Emoty
- Siemens CX75
- Siemens E10
- Siemens M30
- Siemens M35
- Siemens M35i
- Siemens M45
- Siemens M50
- Siemens M55
- Siemens M56
- Siemens M65
- Siemens M65 Rescue Edition
- Siemens M75
- Siemens MC60
- Siemens ME45
- Siemens ME75
- Siemens MT50
- Siemens P1
- Siemens S1
- Siemens S3
- Siemens S4
- Siemens S6
- Siemens S10
- Siemens S15
- Siemens S25
- Siemens S35i
- Siemens S40
- Siemens S42
- Siemens S45
- Siemens S45i
- Siemens S55
- Siemens S55 Formula One
- Siemens S56
- Siemens S57
- Siemens S65
- Siemens S66
- Siemens S75
- Siemens SF65
- Siemens SFG75
- Siemens SG75 (cancelado)
- Siemens SK65
- Siemens SK65 Burlwood
- Siemens SL10
- Siemens SL42
- Siemens SL45
- Siemens SL45i
- Siemens SL55
- Siemens SL56
- Siemens SL65
- Siemens SL75
- Siemens SL65 ESCADA
- Siemens SL65 ESCADA Rockin' Rio
- Siemens SP65
- Siemens ST55
- Siemens ST60
- Siemens SX1
- Siemens SX1 McLaren
- Siemens SX45
- Siemens SXG75
- Siemens SX56
- Siemens U10
- Siemens U15
- Xelibri X1
- Xelibri X2
- Xelibri X3
- Xelibri X4
- Xelibri X5
- Xelibri X6
- Xelibri X7
- Xelibri X8

## Teléfonos móviles BenQ-Siemens

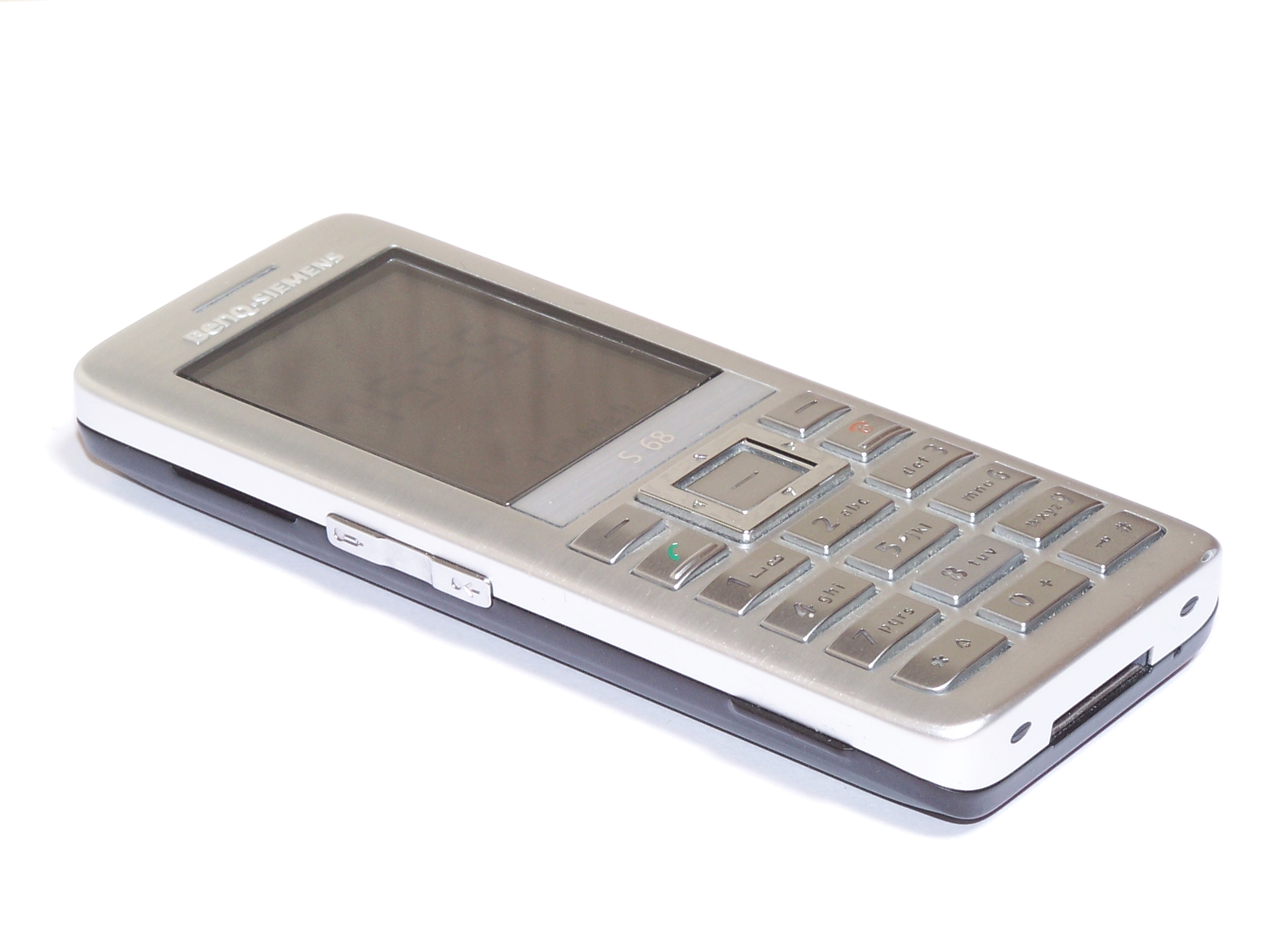
BenQ-Siemens S68

- BenQ-Siemens A38
- BenQ-Siemens A58 (cancelado)
- BenQ-Siemens C81
- BenQ-Siemens CF61
- BenQ-Siemens CL71
- BenQ-Siemens E61
- BenQ-Siemens E71
- BenQ-Siemens EL71
- BenQ-Siemens EF71
- BenQ-Siemens EF51
- BenQ-Siemens E81
- BenQ-Siemens EF81
- BenQ-Siemens EF91
- BenQ-Siemens M81
- BenQ-Siemens P50
- BenQ-Siemens P51
- BenQ-Siemens S68
- BenQ-Siemens S81
- BenQ-Siemens S88
- BenQ-Siemens SL91